# Callitrichia inacuminata
Callitrichia inacuminata är en spindelart som beskrevs av Robert Bosmans 1977. Callitrichia inacuminata ingår i släktet Callitrichia och familjen täckvävarspindlar.
Artens utbredningsområde är Kenya. Inga underarter finns listade.